# Gaia Tormena
Gaia Tormena (* 23. Juli 2002 in Aosta) ist eine italienische Radrennfahrerin, die ihre größten Erfolge im Mountainbikesport in der Disziplin Cross-Country Eliminator erzielt hat, in der sie mehrfache Weltmeisterin ist.

## Sportlicher Werdegang
Mit dem Radsport begann Tormena im Alter von 4 Jahren. Obwohl sie auch den Straßenradsport ausprobierte, konzentrierte sie sich auf den Mountainbikesport und war zunächst vorrangig im Olympischen Cross-Country (XCO) aktiv. 2015 absolvierte sie ihre ersten Rennen im Cross-Country Eliminator (XCE) bei den italienischen Meisterschaften.
Ihre internationale Karriere begann Tormena im Jahr 2019 im Alter von 17 Jahren und belegte gleich in ihrem ersten Weltcup-Rennen im Eliminator den ersten Platz. Insgesamt gewann sie in ihrer Debütsaison 3 Stationen und die Gesamtwertung des UCI-Mountainbike-Eliminator-Weltcups, wurde Weltmeisterin, Europameisterin und italienische Landesmeisterin und war damit die weltbeste Athletin im Eliminator des Jahres 2019.
Im Jahr 2020 wurde sie erneut Europameisterin und gewann die beiden einzigen ausgetragenen Rennen des Eliminator-Weltcups. Den zweiten Weltmeistertitel verpasste sie knapp im Zielsprint. In der Saison 2021 blieb Tormena in der gesamten Saison im Eliminator ungeschlagen und gewann sowohl die Welt- und Europameisterschaften als auch fünf Weltcup-Rennen und die Weltcup-Gesamtwertung. Auch 2022 sicherte sie sich den Welt- und Europameistertitel im Eliminator und gewann mit sechs Saisonerfolgen zum vierten Mal in Folge die Weltcup-Gesamtwertung. 2023 verlängerte sie ihre Dominanz in diesen drei Wettbewerben, auch 2024 gewann sie die Weltmeisterschaften. 2025 konnte sie an diesen nicht teilnehmen, nachdem sie sich unmittelbar zuvor im Training eine Fraktur des Ellbogens zugezogen hatte.
Neben dem Cross-Country sucht Tormena immer wieder andere Herausforderungen: 2018 wurde sie italienische Meisterin im MTB-Enduro und 2019 im Wintertriathlon. Im Jahr 2020 machte sie einen Abstecher auf die Bahn und startete bei den Junioren-Europameisterschaften. Im Keirin belegte sie den 8. Platz, im Teamsprint gewann sie mit der italienischen Mannschaft die Silbermedaille. 2022 wurde sie Italienische Meisterin im MTB-Enduro.

## Erfolge

### Mountainbike
2019
- Weltmeisterin – XCE
- Europameisterin – XCE
- Italienische Meisterin – XCE
- drei Erfolge MTB-Eliminator-Weltcup
- Gesamtwertung UCI-Mountainbike-Eliminator-Weltcup

2020
- Weltmeisterschaften – XCE
- Europameisterin – XCE
- zwei Erfolge MTB-Eliminator-Weltcup

2021
- Weltmeisterin – XCE
- Europameisterin – XCE
- fünf Erfolge MTB-Eliminator-Weltcup
- Gesamtwertung UCI-Mountainbike-Eliminator-Weltcup

2022
- Weltmeisterin – XCE
- Europameisterin – XCE
- Italienische Meisterin – XCE
- sechs Erfolge MTB-Eliminator-Weltcup
- Gesamtwertung UCI-Mountainbike-Eliminator-Weltcup
- Italienische Meisterin – Enduro EDR

2023
- Weltmeisterin – XCE
- Europameisterin – XCE
- Gesamtwertung und drei Erfolge UCI-Mountainbike-Eliminator-Weltcup

2024
- Weltmeisterin – XCE
- Europameisterin – XCE
- Gesamtwertung und drei Erfolge MTB-Eliminator-Weltcup

2025
- ein Weltcup-Erfolg – XCE

### Bahn
2020
- Europameisterschaften (Junioren) – Teamsprint